# Friedrich Marnet
Friedrich Marnet (1882-1915) est un pilote allemand de la Première Guerre mondiale. Il fut l'un des premiers aviateurs de la Luftstreitkräfte.

## Biographie
Friedrich Marnet naît le 22 janvier 1882, à Metz, une ville de garnison animée de l'Alsace-Lorraine. Avec sa ceinture fortifiée, Metz est alors la première place forte du Reich allemand, constituant une véritable pépinière de militaires d'exception. Le jeune Friedrich s'oriente naturellement vers une carrière militaire. Après avoir quitté l'école, il s’engage dans la Deutsches Heer comme Fahnenjunker en 1902. Marnet est promu Leutnant le 9 mars 1903 au 4e régiment d'infanterie royal bavarois (de), stationné à Metz. Le 7 mars 1912, Marnet est promu Oberleutnant. Comme son compatriote Karl Braun, Friedrich Marnet assiste à des vols de démonstration à Metz-Frescaty, qui le poussent à devenir aviateur. Il suit alors une formation pour devenir pilote du 1er juillet au 30 août 1913. 

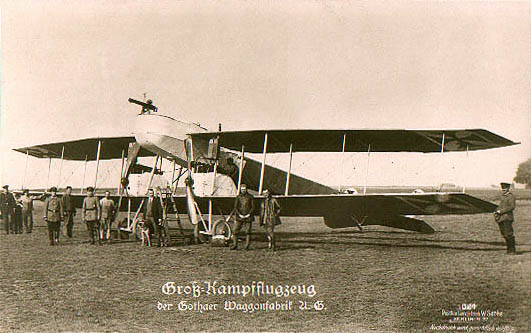
Le Gotha G.I, un bombardier lourd de la Luftstreitkräfte

Lorsque la Première Guerre mondiale éclate le 4 août 1914, Marnet est toujours dans son régiment, chef de peloton au 1er Ersatz Bataillon 8. Mais à sa demande, il est finalement transféré à la Feldflieger-Abteilung 1b le 5 mai 1915. Le 4 juin 1915, Marnet suit une formation complémentaire au vol d'observation à Schleißheim. Le 16 juillet 1915, Friedrich Marnet est affecté à la Feldflieger-Abteilung 8b. Peu après, le 9 août 1915, il est promu Hauptmann. Le 21 août 1915, il est affecté la Feldflieger-Abteilung 6b, alors à l’aérodrome de Bühl près Sarrebourg.
Le 3 octobre 1915, le capitaine Marnet a pour mission de se rendre à Strasbourg avec son Gotha G.I, un bombardier lourd biplan. Désorienté, il décide avec son observateur et son mécanicien de se poser dans un champ fraîchement labouré, afin de refaire le point. En se posant, le bombardier percute violemment le sol. Sous le choc, le train d’atterrissage se brise, l’appareil pique du nez et se plante dans un talus, avant de se retourner sur le dos, piégeant les deux officiers sous la carcasse et éjectant le mécanicien. Alors que ce dernier sort indemne de l'accident, le capitaine Marnet décède dans les instants qui suivent, tandis que son navigateur s’éteint un peu plus tard à l’hôpital. 
Friedrich Marnet fut enterré avec les honneurs militaires. Sa tombe est au cimetière Waldfriedhof de Munich.

## États de services
- Leutnant (Patent No.62): 9 mars 1903
- Oberleutnant (Patent No.76): 7 mars 1912
- Hauptmann: 9 août 1915

## Sources
- "Marnet, Friedrich" sur frontflieger.de.